# 皮德蓋奇基 (佐洛喬夫區)
49°45′9″N 24°29′14″E / 49.75250°N 24.48722°E
皮德蓋奇基（烏克蘭語：Підгайчики），是烏克蘭西部的村莊，隸屬利維夫州的佐洛奇夫區。該村始建於1397年，面積1.78平方公里，海拔高度245米，2024年人口497，人口密度每平方公里358.43人。